# Oribatella exilicornis
Oribatella exilicornis är en kvalsterart som beskrevs av Berlese 1910. Oribatella exilicornis ingår i släktet Oribatella och familjen Oribatellidae. Inga underarter finns listade i Catalogue of Life.